# 社會平等
社會平等（英語：Social equality），意指在一個特定社會中，所有的個體都擁有平等權利的狀態。這些權利包括公民權、言論自由、自主權，可以有同等權利與機會取得公共財與社會服務。
為了達成社會平等，這個社會的法律體系必須沒有歧視，保障法律之前人人平等，不能強制建立社會階級與种姓制度，劃分出不同的階級界線。社會平等通常與机会平等相關。